# Fréquences maritimes pour la détresse
Pour les articles homonymes, voir fréquence (homonymie).
Le système mondial de sécurité maritime (SMDSM) définit des fréquences maritimes affectées pour la détresse. Ces fréquences sont utilisées également comme fréquences d'appel, et écoutées en veille par les stations terrestres et sur les navires. Après un appel de routine, de sécurité ou d'urgence, les stations conviennent d'un canal de dégagement.
La veille radio a évolué depuis le 1er février 1999. Cet article détaille les moyens de communications maritimes disponibles pour les cas de détresse depuis cette date.

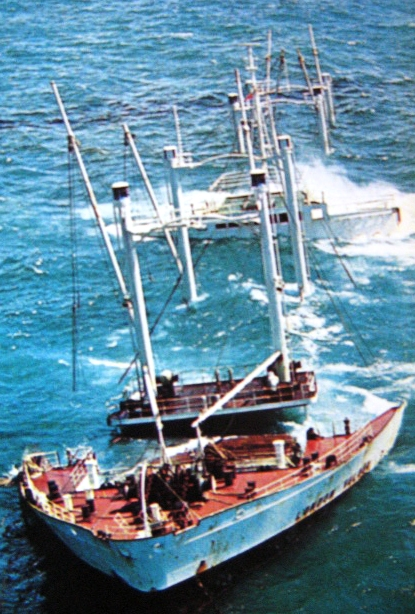
Navire et équipage en détresse

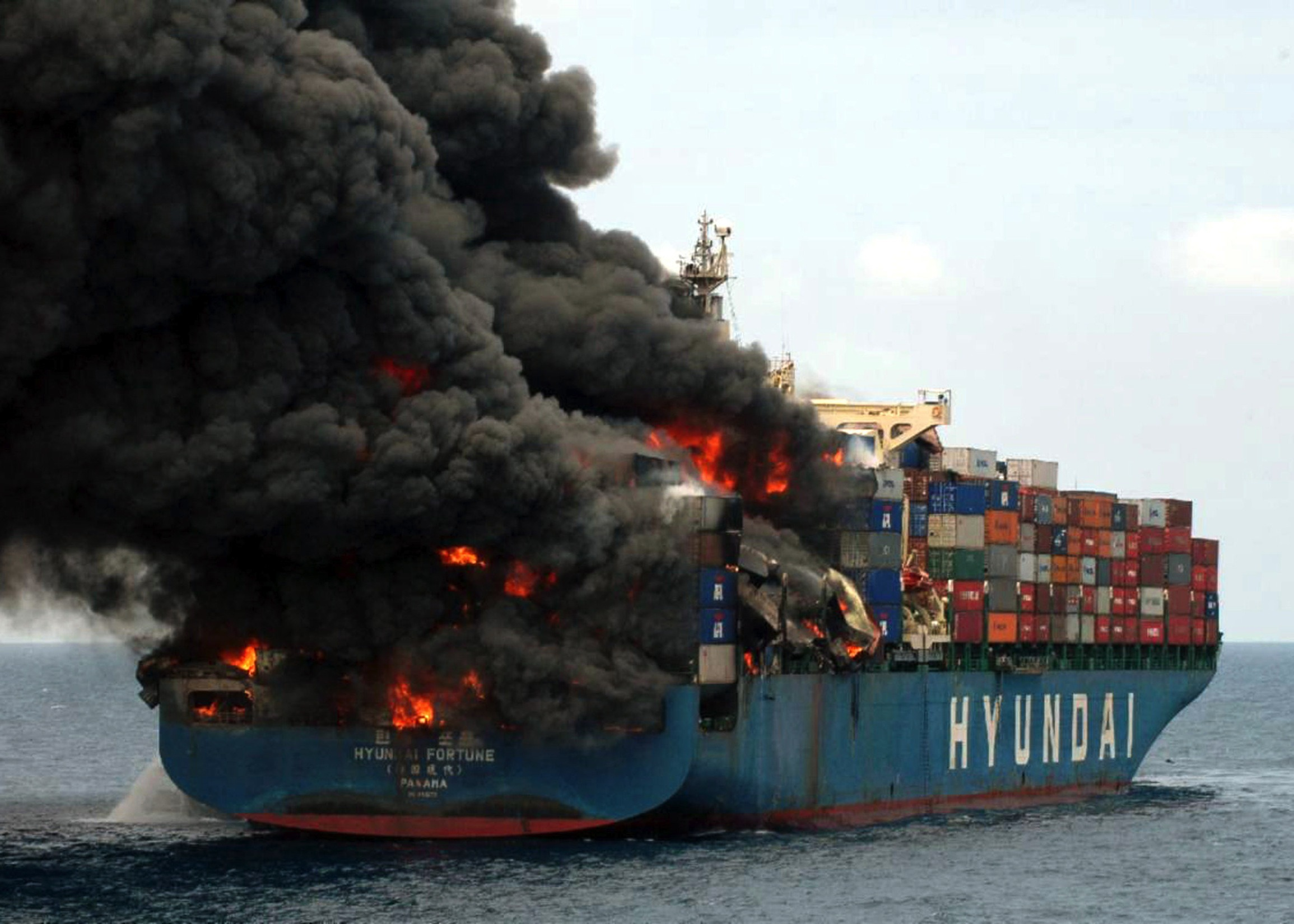
Navire et équipage en détresse

## Dans les zonesSMDSM1999
Les installations à terre : Chaque État décide du classement de ses côtes ().
Depuis février 1999 () : Quatre zones de couverture radioélectrique sont définies () dans lesquelles les navires doivent pouvoir par l’appel sélectif numérique automatique :
- déclencher des alertes de détresse ;
- correspondre avec les stations à terre ;
- disposer à tout moment des renseignements de sécurité maritime.

Ces zones SMDSM 1999 en Europe sont illustrées ci-contre. 
Dans les navires SMDSM il n’y a plus de radiotélégraphiste à l’écoute. Le matériel radiotéléphonique, dans la passerelle de navigation peut être éteint à l’exception de la veille radio sur le canal 16 qui est maintenue (peu de stations utilisant le canal 70). Dans le cas d’une alarme automatique provenant d’un appel sélectif numérique par MMSI, le chef de quart écoute le canal de veille en radiotéléphonie de la même bande que l’appel sélectif numérique reçu.

### Quatre zones de couverture radioélectrique
- En zone A1, l'État s'impose une couverture radioélectrique d'au moins une station côtière travaillant en ondes métriques et utilisant la technique d’appel sélectif numérique (ASN) en VHF sur la fréquence 156,525 MHz (voie 70 des ondes métriques).
- En zone A2, l'État s'impose une couverture radioélectrique d'au moins une station côtière travaillant en ondes hectométriques avec appel sélectif numérique (ASN) cela par la couverture radioélectrique d'au moins une station côtière travaillant en ondes hectométriques et utilisant la technique d’appel sélectif numérique sur la fréquence 2 187,5 kHz (ASN).
- En zone A3, l'État est dispensé d'avoir une couverture radioélectrique en ondes métriques en ASN et en ondes hectométriques en ASN. La couverture radio est alors assurée par les satellites Inmarsat B ou par le service Inmarsat C (International maritime satellite), entre les 76°N et 76°S ; ou également dans la portée d'une station côtière HF en appel sélectif numérique sur 8 414,5 kHz À côté de la fréquence (ASN) 8 414,5 kHz, on veille sur une deuxième fréquence décamétrique d’appel sélectif numérique : 4 207,5 kHz, 6 312 kHz, 12 557 kHz ou 16 804,5 kHz. les Renseignements sur la Sécurité Maritime (RSM) étant diffusés par l’intermédiaire de ses satellites (SafetyNet).
- En zone A4 est la zone hors A1, A2 et A3, soit au-delà des 70° Nord et 70° Sud, c'est-à-dire l’Arctique et l’Antarctique (zone polaire). La  couverte est uniquement en HF 8 414,5 kHz (onde décamétrique). Portée < 3 000 km de jour et le monde dans la nuit. À côté de la fréquence (ASN) 8 414,5 kHz, on veille sur une deuxième fréquence décamétrique d’appel sélectif numérique : 4 207,5 kHz, 6 312 kHz, 12 557 kHz ou 16 804,5 kHz.

### Tableau des fréquences d’appel
Tableau des fréquences SMDSM.
| Zones SMDSM 1999                            | Fréquence d'appel en ASN | Fréquence de détresse en radiotéléphonie                                   |
| ------------------------------------------- | ------------------------ | -------------------------------------------------------------------------- |
| Zone A1.                                    | canal 70 (156,525 MHz)   | puis radiocommunication sur le Canal 16 (156,8 MHz) en FM.                 |
| Zone A2.                                    | 2 187,5 kHz              | puis radiocommunication sur 2 182 kHz en USB                               |
| Zone A3.                                    | 1645,5 à 1 646,5 MHz     | message Inmarsat B ou C.                                                   |
| Zone A4 et Zone A3 sans le service Inmarsat | 4 207,5 kHz              | puis radiocommunication sur 4 125 kHz en USB Supplémentaire à 8 414,5 kHz  |
| Zone A4 et Zone A3 sans le service Inmarsat | 6 312 kHz                | puis radiocommunication sur 6 215 kHz en USB Supplémentaire à 8 414,5 kHz  |
| Zone A4 et Zone A3 sans le service Inmarsat | 8 414,5 kHz              | puis radiocommunication sur 8 291 kHz en USB                               |
| Zone A4 et Zone A3 sans le service Inmarsat | 12 557 kHz               | puis radiocommunication sur 12 290 kHz en USB Supplémentaire à 8 414,5 kHz |
| Zone A4 et Zone A3 sans le service Inmarsat | 16 804,5 kHz             | puis radiocommunication sur 16 420 kHz en USB Supplémentaire à 8 414,5 kHz |
| Toutes Zones vers satellites                | 406 à 406,1 MHz          | radiobalise (RLS), radioralliement sur 121,500 MHz en AM.                  |

### Natures des détresses spécifiées dans le service A.S.N.

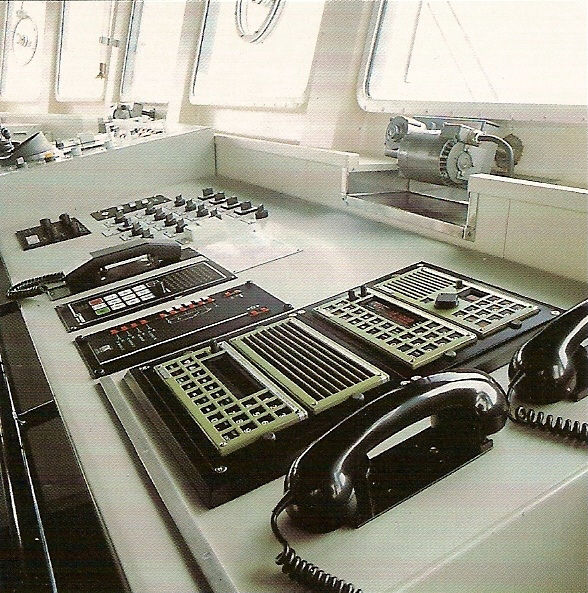
Émetteurs récepteurs SMDSM de passerelle avec l'appel sélectif numérique.

Les natures des détresses spécifiées dans le service d’appel sélectif numérique sont : 
- le navire coule
- danger de chavirement, forte gîte
- voie d'eau
- incendie, explosion
- échouement
- navire désemparé à la dérive, non maître de sa manœuvre
- abandon du navire
- abordage
- acte de piraterie, agression et vol à main armée (depuis le 1er février 1999)
- émission d'une Radiobalise de localisation des sinistres
- homme à la mer (depuis le 1er février 1999).
- une détresse non spécifiée

### Détails d'utilisation
- Les services de recherche et de sauvetage localisent les émissions sur les fréquences : 2 182 kHz, 121,500 MHz, 156,8 MHz (243 MHz[12]).
- Sur les fréquences 2 174,5 kHz ; 2 182 kHz et 2 187,5 kHz l’appel de routine, de sécurité, d’urgence est autorisé aux heures de H + 03 à 29 et de H + 33 à 59.
- Le canal 06 : 156,3 MHz en FM (en G3E) peut être utilisé pour des communications entre les stations d’aéronef et les stations de navire.
- La fréquence 4 125 kHz en USB (en J3E) peut être utilisée pour des communications de sécurité par les stations d’aéronefs et les stations de navires.
- Les fréquences 3 023 kHz et 5 680 kHz en USB (en J3E) et 123,1 MHz en AM (en A3E) du service mobile aéronautique peuvent être utilisées pour les communications par les navires, les stations mobiles terrestres et les stations radios côtières qui participent aux opérations coordonnées de recherche et de sauvetage.
- Le matériel et la fréquence militaire 243 MHz[12] ne sont plus acceptés depuis 1990 à bord des navires français, comme équipement de secours et de sauvetage.
- Tout navire à passager doit être pourvu des installations permettant d'émettre et de recevoir des radiocommunications sur place, aux fins de la recherche et du sauvetage, sur les fréquences aéronautiques 121,5 MHz et 123,1 MHz[13].

### Radiobalises de localisation des sinistres

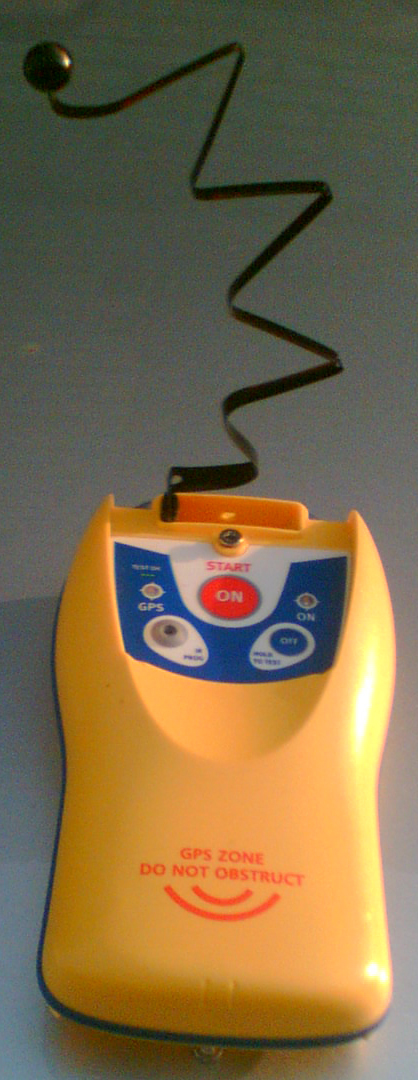
Les radiobalises de localisation des sinistres (RLS).

- La radiobalise de localisation de sinistre est rangée dans un largueur hydrostatique conçue pour la libérer automatiquement par détection de pression pour une profondeur de 4 mètres lorsque le navire coule (Si la détection de pression était trop sensible, la balise serait larguée dès la première vague passant au-dessus du navire puis libérée ; la radiobalise de localisation de sinistre activée déclencherait des recherches dangereuses, coûteuses et inutiles sur un lieu où aucun navire n’a coulé.)
- Les radiobalises de localisation des sinistres peuvent se mettre automatiquement en fonctionnement lorsqu'elles flottent sur la mer, elles peuvent aussi être mises en marche manuellement.
- Les radiobalises de localisation des sinistres[14] (RLS) EPIRB émettent une fréquence entre 406 MHz à 406,1 MHz  et sur 121,500 MHz. ([15]).
- Depuis 1er février 2009, les satellites Cospas-Sarsat ne localisent plus les émissions sur les fréquences : 121,500 MHz et 243 MHz ([16]).
- Les émissions 406 à 406,1 MHz sont localisées et exploitées par les satellites NOAA et Cospas-Sarsat.
- Les radiobalises Argos transmettent les données de suivi vers les satellites NOAA Tiros sur la fréquence 401,650 MHz

Caractéristiques
La balise émet sur une fréquence entre 406 MHz à 406,1 MHz et sur la fréquence 121,500 MHz avec une autonomie de 100 H à +20 °C et une autonomie de 40 H à −40 °C . Ces radiobalises peuvent se mettre automatiquement en fonctionnement lorsqu'elles sont en contact avec l'eau de mer ou dès qu'elles quittent leur conteneur (présence d'un aimant faisant office de contacteur). Elles peuvent aussi être mises en marche manuellement. 
- Une radiobalise a une puissance comprise entre 3 W et 7 W sur une fréquence entre 406 MHz à 406,1 MHz en transmission digital codé du MMSI d'une durée de 440 ms tous les 50 s .
- Une radiobalise a une puissance comprise entre 25 mW et 350 mW sur 121,500 MHz. La Modulation d'amplitude émise sur cette fréquence correspond à un balayage de plus de 700 Hz entre 300 Hz  et 1 600 Hz et servira au radioguidage des moyens de secours, une fois ces derniers arrivés sur les lieux du sinistre[18].

### Navtex
En zones A1 et A2, les États doivent en outre assurer une diffusion des Renseignements sur la Sécurité Maritime (RSM) à l'aide du système Navtex.

## Autres systèmes de détresse

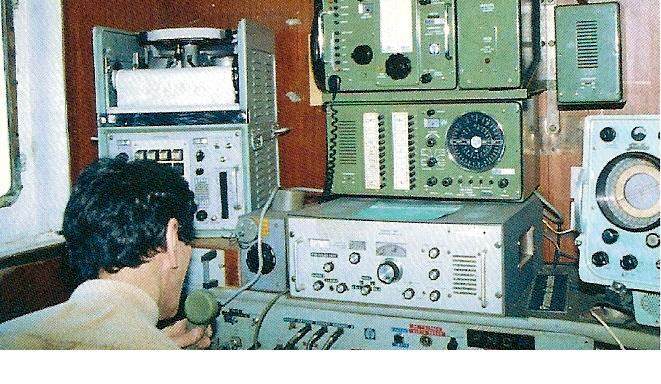
Veille radio dans un navire de pêche sans l'ASN.

Les stations côtières et les stations de navires qui ne participent pas au SMDSM de 1999 utilisent toujours l'ancien système mondial pour les cas de détresse :

### Dans les territoires en zone A2
En zone A2, les stations côtières (des États qui ne participent pas au SMDSM de 1999) en VHF sont dispensées d'avoir une couverture radioélectrique en ondes métriques sur le canal 70 en appel sélectif numérique.  La couverture radioélectrique est :
- en ondes hectométriques sur le canal 2 187,5 kHz en veille automatique par l'appel sélectif numérique, et
- en ondes métriques sur le canal 16 en radiotéléphonie.

### Dans les territoires en zones A3 et A4
En zones A3 et A4, les stations côtières des États ne participent pas au SMDSM de 1999 et sont dispensées d'avoir une couverture radioélectrique en appel sélectif numérique. Les moyens standards de radiocommunications maritimes disponibles avec ces stations côtières sont :
| Fréquences | Utilisations                                                                           | Remarques                     |
| ---------- | -------------------------------------------------------------------------------------- | ----------------------------- |
| 2 182 kHz  | fréquence de détresse en radiotéléphonie en USB.                                       | en AM par émetteur de secours |
| 4 125 kHz  | fréquence auxiliaire à 2 182 kHz (air/mer/terre), inter-aéronef en USB.                | éventuelle et (P maxi 1 kW)   |
| 6 215 kHz  | fréquence auxiliaire à 2 182 kHz en USB .                                              | éventuelle et (P maxi 1 kW)   |
| 8 291 kHz  | fréquence en USB, auxiliaire à la fréquence d’appel sélectif numérique de 8 414,5 kHz. | éventuelle et (P maxi 10 kW)  |
| 156,8 MHz  | voie 16 ou canal 16 de détresse des ondes métriques en radiotéléphonie en FM.          |                               |

puis radiocommunication sur 8 215 kHz en USB

#### Dans les DOM-TOM
Les DOM-TOM « Département et région d'outre-mer » et « territoire d’outre-mer », sont classés en zone A3. La veille en appel sélectif numérique y est assurée :
- avec le service INMARSAT
- sur la fréquence décamétrique d’appel sélectif numérique 8 414,5 kHz et sur les fréquences : 4 207,5 kHz, 6 312 kHz, 12 557 kHz ou 16 804,5 kHz.

La veille en radiotéléphonie y est assurée dans la portée d’une station radio côtière VHF sur le Canal 16 fréquence 156,8 MHz, et dans la portée d’une station côtière (onde hectométrique) sur la fréquence 2 182 kHz.

### Les autres stations non SMDSM 1999
Les moyens standards de radiocommunications maritimes disponibles avec ces stations sont :
| Fréquences      | Utilisations                                                                                      | Remarques                                                   |
| --------------- | ------------------------------------------------------------------------------------------------- | ----------------------------------------------------------- |
| 500 kHz ,       | fréquence internationale de détresse en radiotélégraphie. (SOS)                                   | non SMDSM depuis février 1999                               |
| 2 091 kHz       | fréquence de la Zone de convergence intertropicale en radiotélégraphie Morse.                     | en plus de la fréquence de 500 kHz                          |
| 2 174,5 kHz     | fréquence internationale de détresse, d'urgence et de sécurité en radiotélex                      |                                                             |
| 2 182 kHz       | fréquence de détresse en radiotéléphonie en USB de la bande 1,605 MHz à 4 MHz.                    | en AM par émetteur de secours                               |
| 2 187,5 kHz     | fréquence internationale d’appel sélectif numérique avec MMSI.                                    | puis émettre sur 2 182 kHz                                  |
| 3 023 kHz       | fréquence d’urgence aéronautique en radiotéléphonie en USB.                                       | interconnexion (air/mer/terre)                              |
| 4 125 kHz       | fréquence auxiliaire à 2 182 kHz. (air/mer/terre), inter-aéronef en USB.                          | P maxi 1 kW                                                 |
| 5 680 kHz       | fréquence d’urgence aéronautique en radiotéléphonie en USB                                        | interconnexion (air/mer/terre)                              |
| 6 215 kHz       | fréquence auxiliaire à 2 182 kHz en U.S.B.                                                        | P maxi 1 kW                                                 |
| 8 364 kHz       | embarcations et radeaux de sauvetage en radiotélégraphie. (SOS)                                   | non SMDSM . depuis février 1999                             |
| 10 000 kHz      | Fréquence des tops horaire et informations et de détresse en radiotéléphonie ou radiotélégraphie. | Appel de détresse sans réponse sur les autres bandes radios |
| 121,500 MHz     | fréquence d’urgence aéronautique en vue d'un aéronef en AM.                                       | dégagement sur 123,1 MHz                                    |
| 156,8 MHz       | voie 16 ou canal 16 de détresse des ondes métriques en radiotéléphonie en FM.                     |                                                             |
| 406 à 406,1 MHz | radiobalises de localisation de sinistre (RLS) en transmission du MMSI.                           | radioralliement sur 121,500 MHz.                            |